# Runa di guerra
(Gwynian il saggio verso Lupo Solitario e te, prefazione)
Runa di guerra (titolo originale Rune War) è un librogame dello scrittore inglese Joe Dever, pubblicato nel 1995 a Londra dalla Red Fox Children's Books e tradotto in numerose lingue del mondo. È il ventiquattresimo dei volumi pubblicati della saga Lupo Solitario. La prima edizione italiana, del 1996, fu a cura della Edizioni EL.
Questo libro è il quarto della serie, in cui il protagonista non è più il supremo maestro Ramas Lupo Solitario, ma uno dei suoi allievi del "Nuovo ordine": in queste avventure, è il lettore che deve scegliere il nome del proprio personaggio, o attraverso una combinazione di due nomi (estratti a sorte da due elenchi) oppure ideato direttamente dal lettore.

## Trama
Dopo aver aiutato il principe Karvas a recuperare il proprio trono a Seroa, puoi fare ritorno al monastero Ramas e goderti un periodo di tranquillità assieme ai tuoi confratelli.
Purtroppo le cose vanno diversamente da quanto da te sperato: lo stesso giorno del tuo ritorno, sei convocato nelle sale di Lupo Solitario, dove egli ti illustra la grave situazione che si è venuta a creare nelle Terre Tormentate, le regioni che si trovano a sud di Sommerlund, oltre il Maakengorge. Lupo Solitario spiega che Lord Vandyan è il nuovo signore di Eldenora, uno degli Stati delle Terre Tormentate: il crudele signore ha iniziato una campagna brutale contro gli stati confinanti (Delden, Magadoor, Salony, Slovia) e, ad uno ad uno, sta sconfiggendo tutti gli eserciti che i Paesi minacciati gli inviano contro nel disperato tentativo di fermare la sfrenata ambizione di Vandyan. L'esercito di Eldenora è ora giunto alle porte di Varetta.
Ad un certo punto, Lupo Solitario si interrompe e fa entrare nelle stanze Gwynian il Saggio: uno dei migliori e più fidati amici del tuo Maestro Supremo. Gwynian vi spiega che la ragione delle vittorie di Vandyan è da ricercarsi nei soldati del suo esercito: si tratta di Vorka, creature simili a grossi rettili, originariamente create da Agarash il Dannato. Si riteneva che i Vorka fossero scomparsi dal Magnamund, quando il loro creatore fu sconfitto dai Maghi Anziani.
Prima della sua caduta, Agarash riuscì ad infondere una parte dei suoi poteri, oltre che nelle Pietre della Dannazione, anche in tre Rune: è tramite queste Rune che è possibile creare i Vorka.
Per tentare di sconfiggere queste orde dannate, Korda, il Supremo Sindaco di Casiorn, ha assoldato un poderoso esercito di mercenari, ma a questo esercito mancano degli ufficiali: è stato richiesto che questi mercenari fossero proprio i Ramas. 
Lupo Solitario ha giurato che fornirà tutto l'aiuto necessario per poter sconfiggere questo nuovo alleato di Naar, guidando personalmente i propri confratelli e l'esercito di mercenari contro questo nuova minaccia che ha colpito il Magnamund.
Dopo aver organizzato la spedizione, tu, Lupo Solitario, Gwynian il saggio ed i 4/5 dell'intero Nuovo Ordine dei Ramas, parte alla volta di Qaurlen, dove prenderanno il comando dell'esercito di mercenari.
È solo quando arrivi a Quarlen, che Lupo Solitario ti comunica il vero obbiettivo della tua missione: mentre egli guida l'esercito a Varetta, tu devi assolutamente distruggere le rune. Se le rune vengono distrutte, lo stesso esercito di Vorka, verrà distrutto, annientando nel contempo, le ambizioni di Vandyan e liberando tutti i Paesi conquistati dal malvagio tiranno.
Tu accetti di portare a termine il delicato compito che il tuo Maestro ti ha affidato.

## Edizione
- Joe Dever, Runa di Guerra, traduzione di Laura Pelaschiar McCourt, Collana Librogame, Edizioni EL, 1996,  cap. 350, ISBN 88-7068-979-4.